# DHB-Pokal 1989/90
Der DHB-Pokal 1989/90 war die 16. Austragung des Handballpokalwettbewerbs der Herren. Im Finale, das aus Hin- und Rückspiel bestand, ging der TSV Milbertshofen, der sich gegen den THW Kiel durchsetzte, zum ersten Mal als Sieger hervor. Damit qualifizierte sich Milbertshofen für den Europapokal der Pokalsieger 1990/91, den sie ebenfalls gewannen.

## Modus
Es traten insgesamt 64 Mannschaften aus der Bundesliga, der 2. Bundesliga, der Regionalliga (3. Liga), der Oberliga (4. Liga) und dem Landesverband unterhalb der Oberliga im K.-o.-System gegeneinander an. In den ersten zwei Runden wurde das Teilnehmerfeld nach territorialen Gesichtspunkten in Gruppe Nord und Süd unterteilt. Danach ging es einheitlich weiter und es erfolgte die weitere Ausspielung in Achtel-, Viertel und Halbfinale sowie einem Finale, das aus Hin- und Rückspiel bestand.

## 1. Hauptrunde
Qualifiziert waren für die 1. Hauptrunde folgende 63 Mannschaften, die hier nach ihrer Ligazugehörigkeit während der Saison 1989/90 aufgelistet sind.
 Gespielt wurde vom 23. September bis 7. Oktober 1989.
| Bundesliga | 2. Bundesliga | Regionalliga | Oberliga | Landesverband |
| - TUSEM Essen - THW Kiel - VfL Gummersbach - TV Großwallstadt (TV) - SG Wallau/Massenheim - SG Weiche-Handewitt - TSV Bayer Dormagen - HSG TuRU Düsseldorf - VfL Fredenbeck - TBV Lemgo - TSV Milbertshofen - DSC Wanne-Eickel - TV Niederwürzbach - TuS Schutterwald (TV) – Titelverteidiger | Staffel Nord - LTV Wuppertal - TSV Bayer 04 Leverkusen - TSV GWD Minden - VfL Hameln - TuS Nettelstedt - TV Emsdetten - SG VTB/Altjührden - OSC 04 Rheinhausen - VfL Bad Schwartau - OSC Thier Dortmund - SV Blau-Weiß Spandau - 1. SC Göttingen 05 Staffel Süd - SG Leutershausen - Frisch Auf Göppingen - SG Stuttgart-Scharnhausen - TSV Dutenhofen - TV Gelnhausen - TV Hüttenberg - TuSpo Nürnberg - TuS Griesheim - VfL Pfullingen - VfL Günzburg - TSV Oftersheim - VfL Heppenheim - TV Eitra | Nord - MTV/PSV Braunschweig - Bramstedter TS - TV Grambke-Bremen Berlin - HSG BSV 92/OSC Berlin - Akademischer Turnverein zu Berlin West - SuS Oberaden - Spvg Versmold - TuS Niederpleis - Hamborn 07 Südwest - TSV 1896 Rintheim - TSG Groß-Bieberau - TuS 04 Dansenberg - HSV Merzig-Hilbringen Süd - TV Oppenweiler - TG 1848 Donzdorf - TSV 1860 Ansbach | Oberliga Schleswig-Holstein - TSV Altenholz Oberliga Nordsee - SGO Bremen Oberliga Westfalen - Teutonia Riemke - TG Rote Erde Schwelm Oberliga Württemberg - TV Weilstetten | Landesliga Baden - TV 1899 Heidelsheim Bezirksliga Darmstadt - TV Büttelborn Bezirksliga Oberbayern - MTSV Schwabing |

### Gruppe Nord
| Datum                  | Heimmannschaft          | Ergebnis | Gastmannschaft                    |
| ---------------------- | ----------------------- | -------- | --------------------------------- |
| Sa, 23.09., __:__ Uhr  | SG Weiche-Handewitt     | 33:16    | Akademischer Turnverein zu Berlin |
| Sa, 23.09., __:__ Uhr  | SG VTB/Altjührden       | 22:20    | VfL Fredenbeck                    |
| So, 24.09., __:__ Uhr  | TSV Bayer 04 Leverkusen | 24:17    | SV Blau-Weiß Spandau              |
| Di, .26.09., 20:00 Uhr | LTV Wuppertal           | 20:19    | VfL Hameln                        |
| Di, .26.09., 20:00 Uhr | TV Grambke-Bremen       | 26:18    | 1. SC Göttingen 05                |
| Mi, .27.09., 19:00 Uhr | TG Rote Erde Schwelm    | 16:24    | TuS Nettelstedt                   |
| Mi, .27.09., 19:00 Uhr | Hamborn 07              | 17:29    | THW Kiel                          |
| Mi, .27.09., 19:15 Uhr | Spvg Versmold           | 21:20    | SuS Oberaden                      |
| Mi, .27.09., 19:30 Uhr | TSV Altenholz           | 20:23    | TuS Niederpleis                   |
| Mi, .27.09., 19:30 Uhr | MTV/PSV Braunschweig    | 17:26    | TBV Lemgo                         |
| Mi, .27.09., 19:30 Uhr | TV Emsdetten            | 25:27    | VfL Bad Schwartau                 |
| Mi, .27.09., 19:30 Uhr | DSC Wanne-Eickel        | 19:18    | TUSEM Essen                       |
| Mi, .27.09., 20:00 Uhr | Teutonia Riemke         | 22:30    | TSV Bayer Dormagen                |
| Mi, .27.09., 20:00 Uhr | SGO Bremen              | 13:25    | HSG TuRU Düsseldorf               |
| Mi, .27.09., 20:00 Uhr | OSC 04 Rheinhausen      | 19:15    | OSC Thier Dortmund                |
| Mi, .27.09., 20:15 Uhr | Bramstedter TS          | 23:16    | TSV GWD Minden                    |

### Gruppe Süd
| Datum                  | Heimmannschaft        | Ergebnis    | Gastmannschaft            |
| ---------------------- | --------------------- | ----------- | ------------------------- |
| Sa, 23.09., __:__ Uhr  | TV Niederwürzbach     | 34:13       | MTSV Schwabing            |
| Di, .26.09., 19:30 Uhr | VfL Günzburg          | 15:16       | SG Leutershausen          |
| Di, .26.09., 20:00 Uhr | VfL Pfullingen        | 16:19       | TSV Milbertshofen         |
| Di, .26.09., 20:00 Uhr | TV Oppenweiler        | 18:20       | TuSpo Nürnberg            |
| Mi, .27.09., 19:30 Uhr | TV 1899 Heidelsheim   | 15:25       | TV Hüttenberg             |
| Mi, .27.09., 19:30 Uhr | TV Eitra              | 19:21       | TSV Dutenhofen            |
| Mi, .27.09., 19:30 Uhr | HSV Merzig-Hilbringen | 16:19 n. V. | TuS Griesheim             |
| Mi, .27.09., 20:00 Uhr | TSV 1896 Rintheim     | 21:18       | VfL Heppenheim            |
| Mi, .27.09., 20:00 Uhr | TV Gelnhausen         | 20:19       | TSV Oftersheim            |
| Mi, .27.09., 20:00 Uhr | TSV 1860 Ansbach      | 22:24       | SG Stuttgart-Scharnhausen |
| Mi, .27.09., 20:00 Uhr | TuS 04 Dansenberg     | 13:25       | VfL Gummersbach           |
| Mi, .27.09., 20:00 Uhr | SG Wallau/Massenheim  | 29:19       | TV Großwallstadt          |
| Mi, .27.09., 20:00 Uhr | TV Büttelborn         | 22:18 n. V. | TG 1848 Donzdorf          |
| So, 01.10., 15:00 Uhr  | HSG BSV 92/OSC Berlin | 19:33       | Frisch Auf Göppingen      |
| Sa, 07.10., 20:00 Uhr  | TV Weilstetten        | 19:20 n. V. | TSG Groß-Bieberau         |
| Freilos:               | TuS Schutterwald 1    |             |                           |

## 2. Hauptrunde
Qualifiziert waren für die 2. Hauptrunde folgende 32 Mannschaften, die hier nach ihrer Ligazugehörigkeit während der Saison 1989/90 aufgelistet sind.
 Gespielt wurde vom 26. November bis 6. Dezember 1989.
| Bundesliga | 2. Bundesliga | Regionalliga | Landesverband                         |
| - THW Kiel - VfL Gummersbach - SG Wallau/Massenheim - SG Weiche-Handewitt - TSV Bayer Dormagen - HSG TuRU Düsseldorf - TBV Lemgo - TSV Milbertshofen - DSC Wanne-Eickel - TV Niederwürzbach - TuS Schutterwald | Staffel Nord - LTV Wuppertal - TSV Bayer 04 Leverkusen - TuS Nettelstedt - SG VTB/Altjührden - OSC 04 Rheinhausen - VfL Bad Schwartau Staffel Süd - SG Leutershausen - Frisch Auf Göppingen - SG Stuttgart-Scharnhausen - TSV Dutenhofen - TV Gelnhausen - TV Hüttenberg - TuSpo Nürnberg - TuS Griesheim | Nord - Bramstedter TS - TV Grambke-Bremen West - Spvg Versmold - TuS Niederpleis Südwest - TSV 1896 Rintheim - TSG Groß-Bieberau | Bezirksliga Darmstadt - TV Büttelborn |

### Gruppe Nord
| Datum                  | Heimmannschaft          | Ergebnis            | Gastmannschaft      |
| ---------------------- | ----------------------- | ------------------- | ------------------- |
| So, 26.11., __:__ Uhr  | OSC 04 Rheinhausen      | 25:25 n. V. 7m: 3:5 | LTV Wuppertal       |
| Di, 0.5.12., 19:30 Uhr | TuS Nettelstedt         | 18:17               | SG Weiche-Handewitt |
| Di, 0.5.12., 19:30 Uhr | TuS Niederpleis         | 21:26               | TBV Lemgo           |
| Di, 0.5.12., 20:00 Uhr | TV Grambke-Bremen       | 14:15               | HSG TuRU Düsseldorf |
| Mi, 0.6.12., 19:15 Uhr | Spvg Versmold           | 16:15               | VfL Bad Schwartau   |
| Mi, 0.6.12., 19:30 Uhr | DSC Wanne-Eickel        | 22:18               | TSV Bayer Dormagen  |
| Mi, 0.6.12., 20:00 Uhr | TSV Bayer 04 Leverkusen | 23:22 n. V.         | SG VTB/Altjührden   |
| Mi, 0.6.12., 20:15 Uhr | Bramstedter TS          | 17:26               | THW Kiel            |

### Gruppe Süd
| Datum                  | Heimmannschaft    | Ergebnis | Gastmannschaft            |
| ---------------------- | ----------------- | -------- | ------------------------- |
| So, 26.11., __:__ Uhr  | TSG Groß-Bieberau | 24:25    | SG Stuttgart-Scharnhausen |
| Di, 0.5.12., 20:00 Uhr | TV Niederwürzbach | 24:16    | TuSpo Nürnberg            |
| Di, 0.5.12., 20:00 Uhr | TuS Griesheim     | 20:31    | SG Wallau/Massenheim      |
| Mi, 0.6.12., 19:30 Uhr | TuS Schutterwald  | 25:20    | SG Leutershausen          |
| Mi, 0.6.12., 19:30 Uhr | TV Hüttenberg     | 14:16    | VfL Gummersbach           |
| Mi, 0.6.12., 19:30 Uhr | TV Büttelborn     | 14:25    | TSV Milbertshofen         |
| Mi, 0.6.12., 20:00 Uhr | TV Gelnhausen     | 22:23    | Frisch Auf Göppingen      |
| Mi, 0.6.12., 20:00 Uhr | TSV 1896 Rintheim | 18:21    | TSV Dutenhofen            |

## Achtelfinale
Qualifiziert waren für das Achtelfinale folgende 16 Mannschaften, die hier nach ihrer Ligazugehörigkeit während der Saison 1989/90 aufgelistet sind.
 Gespielt wurde vom 30. Dezember 1989 bis 28. Februar 1990.
| Bundesliga | 2. Bundesliga | Regionalliga         |
| - THW Kiel - VfL Gummersbach - SG Wallau/Massenheim - HSG TuRU Düsseldorf - TBV Lemgo - TSV Milbertshofen - DSC Wanne-Eickel - TV Niederwürzbach - TuS Schutterwald | Staffel Nord - LTV Wuppertal - TSV Bayer 04 Leverkusen - TuS Nettelstedt Staffel Süd - Frisch Auf Göppingen - SG Stuttgart-Scharnhausen - TSV Dutenhofen | West - Spvg Versmold |

| Datum           | Heimmannschaft       | Ergebnis | Gastmannschaft            |
| --------------- | -------------------- | -------- | ------------------------- |
| Sa, 30.12.1989  | LTV Wuppertal        | 19:22    | VfL Gummersbach           |
| Sa, 30.12.1989  | TV Niederwürzbach    | 30:19    | TSV Bayer 04 Leverkusen   |
| Sa, 30.12.1989  | SG Wallau/Massenheim | 24:17    | TSV Dutenhofen            |
| Sa, 30.12.1989  | TuS Schutterwald     | 32:31    | DSC Wanne-Eickel          |
| Sa, 30.12.1989  | HSG TuRU Düsseldorf  | 18:22    | TBV Lemgo                 |
| Sa, 30.12.1989  | TSV Milbertshofen    | 25:21    | SG Stuttgart-Scharnhausen |
| Sa, 30.12.1989  | Frisch Auf Göppingen | 21:18    | TuS Nettelstedt           |
| Mi, .28.02.1990 | THW Kiel             | 22:19    | Spvg Versmold             |

## Viertelfinale
Qualifiziert waren für das Viertelfinale folgende acht Mannschaften, die hier nach ihrer Ligazugehörigkeit während der Saison 1989/90 aufgelistet sind.
 Gespielt wurde vom 11. bis 14. April 1990.
| Bundesliga | 2. Bundesliga                      |
| - THW Kiel - VfL Gummersbach - SG Wallau/Massenheim - TBV Lemgo - TSV Milbertshofen - TV Niederwürzbach - TuS Schutterwald | Staffel Süd - Frisch Auf Göppingen |

| Datum           | Heimmannschaft    | Ergebnis | Gastmannschaft       |
| --------------- | ----------------- | -------- | -------------------- |
| Mi, .11.04.1990 | TSV Milbertshofen | 20:14    | Frisch Auf Göppingen |
| Do, 12.04.1990  | THW Kiel          | 23:19    | TV Niederwürzbach    |
| Sa, 14.04.1990  | VfL Gummersbach   | 16:21    | TBV Lemgo            |
| Sa, 14.04.1990  | TuS Schutterwald  | 24:22    | SG Wallau/Massenheim |

## Halbfinale
Qualifiziert waren für das Halbfinale folgende vier Mannschaften, die hier nach ihrer Ligazugehörigkeit während der Saison 1989/90 aufgelistet sind.
 Gespielt wurde am 1. und 2. Juni 1990.
| Bundesliga                                                    |
| - THW Kiel - TBV Lemgo - TSV Milbertshofen - TuS Schutterwald |

| Datum           | Heimmannschaft    | Ergebnis | Gastmannschaft   |
| --------------- | ----------------- | -------- | ---------------- |
| Fr, 0.1.06.1990 | THW Kiel          | 26:20    | TBV Lemgo        |
| Sa, 02.06.1990  | TSV Milbertshofen | 21:20    | TuS Schutterwald |

## Finale DHB-Pokal
Das Finale um den DHB-Pokal, das aus Hin- und Rückspiel bestand, wurde am 9. und 16. Juni 1990 zwischen dem THW Kiel und dem TSV Milbertshofen ausgetragen. Den Pokal sicherte sich zum ersten Mal der TSV Milbertshofen, der sich im Finale gegen Kiel mit 33:29 (Hinspiel 16:12, Rückspiel 17:17) durchsetzte.
| Datum                    |          | Gesamt |                   | Hinspiel    | Rückspiel   |
| ------------------------ | -------- | ------ | ----------------- | ----------- | ----------- |
| Sa 9. Juni / Sa 16. Juni | THW Kiel | 29:33  | TSV Milbertshofen | 12:16 (6:8) | 17:17 (7:9) |

### Hinspiel
Samstag, 9. Juni 1990 in Kiel, Ostseehalle, 6.000 Zuschauer
THW Kiel: Krieter, Ehrig – Waszkiewicz (2/2) , Radig, Wiemann (2), Schwenke (1/1) , Blatter (2/1) , Lange , Wille (1), Gersch (3), Zehe (1) . Trainer: Oertel
TSV Milbertshofen: Holpert – Gagin (1) , Heimerl, F. Löhr  (2) , J. Löhr (2) , Ochel (6/5), Kempinger, Neitzel (2), Sahm (1), Stangl (1), Sinka (1). Trainer: Stenzel
Schiedsrichter: Hans Thomas & Jürgen Thomas

### Rückspiel
Samstag, 16. Juni 1990 in München, Rudi-Sedlmayer-Halle, 2.700 Zuschauer
TSV Milbertshofen: Holpert, Redl – Gagin (2), Neitzel (2), Stangl (1), Sinka, Sahm (3), Heimerl (2), Ochel (6/3), Kempinger, F. Löhr , J. Löhr (1). Trainer: Stenzel
THW Kiel: Krieter – Waszkiewicz (6/4), Storm (5), Wiemann (1), Schwenke (2), Dahmke (1), Lange, Blatter (1), Gersch, Schwenker  (1), Zehe. Trainer: Oertel
Schiedsrichter: Karl Brecht & Volker Leitwein